# Пітер Ллойд
Пітер Ллойд (англ. Peter Lloyd; 1944–2009) — незалежний ілюстратор, який спеціалізувався на рекламі та цифровому мистецтві. Ллойд народився в Англії в 1944 році, але переїхав до Сполучених Штатів у 1959 році, де він був наймолодшим студентом, який закінчив коледж дизайну Центру мистецтв зі ступенем магістра.
У 1960-х роках Ллойд надавав мистецькі послуги кільком великим рекламним клієнтам, включаючи Національне географічне товариство і Національну футбольну лігу. Він також ілюстрував таі журнали, як Playboy та Eсквайр. Ллойд створив обкладинки кількох відомих альбомів для гурту Kansas.
У кінці 1970-х і 1980-х років він здобув кілька місць в індустрії художніх фільмів, включаючи роботу над концептуальною роботою для Walt Disney Productions у 1982 році; Зокрема, Ллойд працював над створенням і вдосконаленням цифрових ефектів для фільму «Трон» 1982 року. З тих пір Ллойд працював з багатьма іншими клієнтами кінофільмів, такими як Paramount Pictures, часто як концептуальний художник або художник-розкадровник.
У 1993 році Ллойд приєднався до Santa Barbara Studios як художній керівник фільму 1995 року «500 націй», а пізніше активно працював зі Смітсонівським музеєм авіації та космосу над документальним фільмом IMAX «Космічна подорож» 1996 року.
Ллойд отримав кілька нагород, у тому числі золоту медаль Нью-Йоркського товариства ілюстраторів .